# Anacampseros rufescens

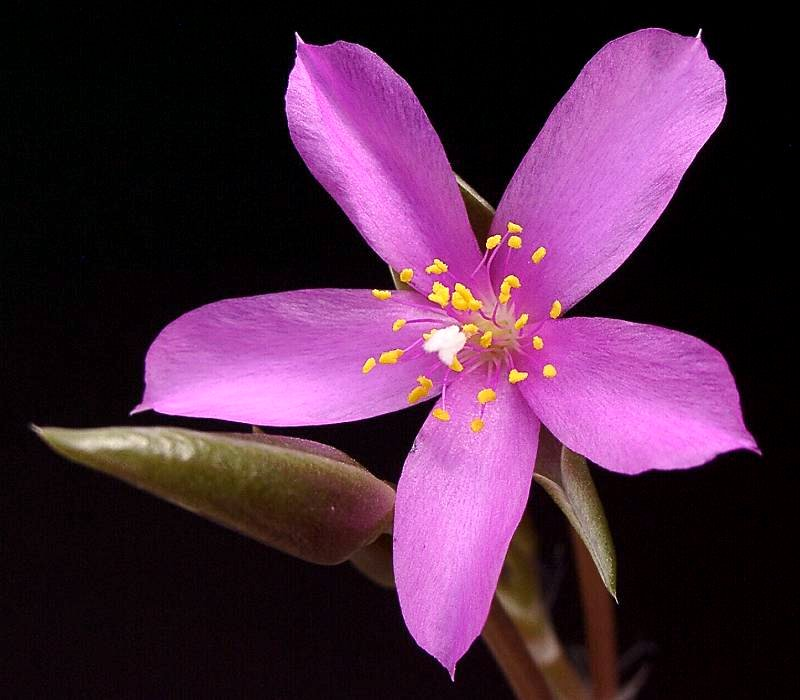
Blüte

Anacampseros rufescens ist eine Pflanzenart in der Gattung Anacampseros aus der Familie Anacampserotaceae. Das Artepitheton rufescens stammt aus dem Lateinischen und bedeutet ‚fuchsrotschimmernd‘.

## Beschreibung
Anacampseros rufescens wächst kompakt klumpenförmig mit dicht belaubten Rosetten, erreicht Wuchshöhen von 5 bis 8 Zentimeter und entspringt einem knollig verdicktem Wurzelstock. Die verkehrt eiförmige bis lanzettliche, leicht zurückgebogene, zugespitzte, warzige Blattspreite ist 20 Millimeter lang, 10 Millimeter breit und fast 4 Millimeter dick. Sie ist an der grünen Oberseite fast flach und an der  violettlichen Unterseite konvex. Die Blattachseln tragen deutlich erkennbare Haare und einige Borsten.
Der Blütenstand erreicht eine Länge von 10 Zentimeter. Er trägt zwei bis vier Blüten von 2 bis 3 Zentimeter Durchmesser. Ihre breit eiförmigen Kronblätter sind karminfarben. Es sind 30 bis 45 Staubblätter vorhanden. Die D-förmigen, weiß eingehüllten, nicht geflügelten Samen sind mit rundlichen Warzen bedeckt.
Die Chromosomenzahl beträgt {\displaystyle 2n=36}.

## Systematik und Verbreitung
Anacampseros rufescens ist in Südafrika in den Provinzen Ostkap, Freistaat und KwaZulu-Natal sowie in Lesotho verbreitet.
Die Erstbeschreibung als Ruelingia rufescens erfolgte 1819 durch Adrian Hardy Haworth. Robert Sweet stellte die Art 1826 in die Gattung Anacampseros.

## Nachweise